# Prosopopéia (epos)
Prosopopéia (Personifikacja) – epos portugalskiego (a zarazem brazylijskiego) barokowego poety Benta Teixery (1561-1600). Utwór ten został wydany w 1601. Uważany jest powszechnie za pierwszy dokument literatury brazylijskiej.

## Forma
Poemat został napisany standardowym dla literatury portugalskiej wierszem dziesięciozgłoskowym, ułożonym w oktawy, po portugalsku nazywane oitava rima, czyli strofy ośmiowersowe rymowane abababcc. Utwór składa się z dziewięćdziesięciu czterech takich strof.
Cantem Poetas o Poder Romano,
sobmetendo Nações ao jugo duro;
o Mantuano pinte o Rei Troiano,
descendo à confusão do Reino escuro;
que eu canto um Albuquerque soberano,
da Fé, da cara Pátria firme muro,
cujo valor e ser, que o Céu lhe inspira,
pode estancar a Lácia e Grega lira.

## Treść
Utwór Benta Teixery opowiada o czynach Jorgego de Albuquerque Coelho, gubernatora Pernambuco. Wzorem dla poety były Luzjady Luísa de Camõesa.